# 사랑이라면 이들처럼
사랑이라면 이들처럼(Mrs. Winterbourne)은 미국에서 제작된 리차드 벤자민 감독의 1996년 코미디, 드라마, 멜로/로맨스 영화이다. 셜리 맥클레인 등이 주연으로 출연하였고 오렌 쿨스 등이 제작에 참여하였다.

## 출연

### 주연
- 셜리 맥클레인
- 릭키 레이크
- 브렌든 프레이저
- 미구엘 샌도발

### 조연
- 수잔 해스켈
- 로렌 딘
- 피터 게러티
- 제인 크라코스키
- 데브라 몽크

## 제작진
- 원작자: 윌리엄 아이리시
- 미술: 에버린 사카쉬
- 의상: 데오니 V. 알드리지